# Onthophagus hastifer
Onthophagus hastifer là một loài bọ cánh cứng trong họ Bọ hung (Scarabaeidae).